# Love, Hate, Love
Pistes de Facelift
I Can't Remember
(5) It Ain't Like That
(7)
Love, Hate, Love est une chanson du groupe de rock américain Alice in Chains sorti en 1990 sur leur premier album studio Facelift. D'une durée de 6 minutes et 27 secondes, c'est la composition la plus longue de l'album. L'auteur de la chanson est le chanteur Layne Staley et la musique du guitariste Jerry Cantrell. En plus de Facelift, la chanson se trouve également sur les compilations Music Bank (1999) et The Essential Alice in Chains (2006).

## Musique et paroles
Les paroles ont été écrites par Layne Staley. Dans une interview avec le magazine Circus Magazine en 1991, il déclara :
« Ces chansons [Love, Hate, Love et Confusion] parlent de relations. Mais les gens ont leurs propres idées. Love Hate Love est écrit sur une mauvaise relation avec une fille, ne sachant pas comment terminer. Pris dans le schéma qui se répète. J'ai donc écrit une chanson à ce sujet, dont j'étais un connard. Il a aidé. Je me suis arrêté. Mes problèmes sont partis. » 
Le guitariste Jerry Cantrell commenta la chanson en 1999 et déclare que la composition Love Hate Love est un chef-d'œuvre pour l'ensemble du groupe. En outre, le guitariste a ajouté qu'il a été impressionné par la performance vocale de Staley sur cette chanson, et il déclare que le solo de guitare est l'une de ses préférés jamais enregistrée.
La chanson prend des allures de power ballad avec un riff d'introduction joué en arpège à la guitare électrique avec un effet chorus. Après quelques instants, Staley apparaît sur le morceau, chantée d'une voix calme mais plus le morceau avance, plus le chant devient intense, tout comme la musique, qui devient plus lourde. Après les versets et le chœur, on peut entendre le solo de guitare effectué par Cantrell, puis, après un certain temps, le morceau revient à son son d'introduction pour se conclure.

## En live
La chanson est interprétée pour la première fois le 22 août 1989 à Seattle,.  La chanson est également apparue dans la setlist lors de la tournée de promotion de l'album Facelift en 1991, et la Down in Your Hole Tour à la fin de 1992 et 1993. Le 22 décembre 1990, la chanson a été enregistrée lors d'un concert au Moore Theatre à Seattle et apparaît sur une cassette vidéo nommé simplement Live Facelift. 

## Personnel
Alice in Chains
- Layne Staley – Chant
- Jerry Cantrell – Guitare rythmique, guitare solo, chœurs
- Mike Starr – guitare basse
- Sean Kinney – batterie

Production
- Date et lieu d'enregistrement : Décembre 1989-avril 1990, à London Bridge à Seattle et Capitol Recording Studio à Hollywood
- Producteur : Dave Jerden
- Mixage : Dave Jerden au Sound Castle Studio, Los Angeles
- Mastering : Eddy Schreyer au Future Disc Systems, Hollywood
- Ingénieur du son : Ron Champagne
- Assistant ingénieur du son : Bob Lacivita
- Directeur de la production : Peter Fletcher
- A&R : Nick Terzo
- Design : David Coleman
- Logo : Layne Staley
- Photos : Rocky Schenck
- Arrangement : Jerry Cantrell
- Texte : Layne Staley